# Margaret Wangari Muriuki

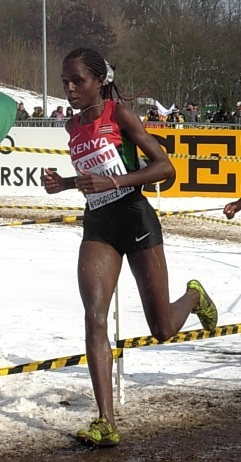
Margaret Wangari Muriuki 2013

Margaret Wangari Muriuki (* 21. März 1986 in Subukia, Nakuru District) ist eine kenianische Mittel- und Langstreckenläuferin.

## Leben
Im Jahr 2007 wurde sie über 1500 Meter Dritte der kenianischen Meisterschaft und Siebte bei den Panafrikanischen Spielen 2007 in Algier. 2008 belegte sie bei den Crosslauf-Weltmeisterschaften in Edinburgh den achten Platz und gewann mit der kenianischen Mannschaft Silber. Zwei Jahre später bei den Crosslauf-Weltmeisterschaften in Edinburgh wurde sie Sechste und gewann mit der Mannschaft Gold. Im Sommer siegte sie bei den 10 km du Conseil Général.
Margaret Wangari Muriuki ist 1,65 m groß und wiegt 45 kg. Sie besuchte zunächst die Lari Primary School und dann die Kagondo Secondary School, die sie 2006 verlassen musste, da ihre Familie das Schulgeld nicht mehr aufbringen konnte. Danach arbeitete sie auf dem Bauernhof ihrer Familie, bis sie 2007 von der kenianischen Polizei rekrutiert wurde.

## Persönliche Bestzeiten
- 1500 m: 4:09,4 min, 3. Juni 2010, Nairobi
- 3000 m: 8:37,97 min, 22. Juli 2010, Monaco
- 5000 m: 14:40,48 min, 13. Juni 2010, Oslo
- 10-km-Straßenlauf: 31:05 min, 1. Mai 2010, Marseille